# Ibon Ruiz
Ibon Ruiz (Vitoria, Álava, 30 de enero de 1999) es un ciclista español que compite con el equipo Kern Pharma.

## Biografía
En 2020 se convirtió en profesional en el nuevo equipo continental español Kern Pharma, creado sobre la estructura de Lizarte.

## Palmarés
- Aún no ha conseguido victorias como profesional

## Resultados en Grandes Vueltas
| Carrera | Carrera         | 2020 | 2021 | 2022 | 2023 | 2024  |
| ------- | --------------- | ---- | ---- | ---- | ---- | ----- |
|         | Giro de Italia  | —    | —    | —    | —    | —     |
|         | Tour de Francia | —    | —    | —    | —    | —     |
|         | Vuelta a España | —    | —    | —    | —    | 101.º |

—: no participa
Ab.: abandono

## Equipos
- Kern Pharma (2020-)